# Bubwith
 (septembre 2023).
Pour l’article homonyme, voir Nicholas Bubwith.
Bubwith est une paroisse civile et un village du Yorkshire de l'Est, en Angleterre.